# Капустино (озеро, Чечня)
Капустино — пресноводное озеро в Наурском районе Чечни в 2,5 км западнее хутора Капустино и в 3 км северо-восточнее хутора Свободное.

## Описание
Озеро имеет извилистую береговую линию. Длина озера 700 м, ширина 350 м, глубина до 4 м. Площадь поверхности — 0,27 км². Дно плоское и илистое. В мелководье имеются тростниковые плавни. На северо-восточных берегах растёт лес. Произрастают главным образом тополь, лох узколистный, ива каспийская.
Подпитка озера происходит за счёт Бурунной и Наурско-Шелковской ветвей Терско-Кумского оросительного канала. Уровень минерализации и другие гидрологические параметры неизвестны. Малая глубина приводят к резким колебаниям температуры воды. Зимой на непродолжительное время образуется ледовый покров толщиной до 10-15 см. Температура воды летом достигает 20-26 °C.
В озере отсутствует естественный сток. Приходно-расходный баланс целиком зависит от метеорологических условий. Летом из-за сильного испарения уровень понижается. Наиболее высок уровень воды весной из-за схода снега и осенью из-за увеличения осадков и уменьшения испарения.
Примыкающий полупустынный ландшафт используется как круглогодичное пастбище. В этом районе обитают многие виды, занесённые в Красную книгу России. Например, здесь гнездятся авдотка, журавль-красавка, ходулочник, малая крачка; водятся западный удавчик, гигантский слепыш и перевязка; находят убежище и останавливаются в период миграции курганник, орлан-белохвост, стрепет, шилоклювка, большой кроншнеп, серый сорокопут.

## Статус
Имеет статус особо охраняемой природной территории республиканского значения.